# Brunswick 7511
Brunswick 7511 es una grabación sonora de Billie Holiday en 1935. Está compuesta por dos pistas en vinilo 78 RPM. 

## Pistas
Roy Eldridge (tp), Cecil Scott (cl), Hinton Jefferson (as), Ben Webster (ts), Teddy Wilson (p), Lawrence Lucie (g), John Kirby (b), Cozy Cole (d), Billie Holiday (v)
1. What A Night, What A Moon, What a Girl 2'57"
2. It's Too Hot for Words 2'47"